# Гонолек східний
Гонолек східний (Laniarius fuelleborni) — вид горобцеподібних птахів родини гладіаторових (Malaconotidae). Мешкає в Східній Африці. Названий на честь німецького лікаря й біолога Фрідріха Фюллеборна.

## Опис
Довжина птаха становить 18—20 см. Виду не притаманний статевий диморфізм. Верхня частина тіла темно-сіра, голова, крила і хвіст чорні, з матовим відтінком. Нижня частина тіла темно-сіра, живіт бурий. Очі карі або темно-карі, дзьоб і лапи чорні. У молодих птахів верхня частина тіла чорно-бура, поцяткована охристими плямками, нижня частина тіла охристо-сіра. Доросле забарвлення птахи набувають у віці 6—7 тижнів. Східні гонолеки літають тяжко і на невеликі відстані.

## Підвиди
Виділяють два підвиди:
- L. f. usambaricus Rand, 1957 — північно-східна, центрально-східна Танзанія;
- L. f. fuelleborni (Reichenow, 1900) — Південна Танзанія, північ Малаві, крайній північний схід Замбії.

## Поширення і екологія
Східні гонолеки живуть в гірських і рівнинних тропічних лісах Танзанії, Замбії та Малаві на висоті від 1170 до 2800 м над рівнем моря.